# Chan Yui Lam
Chan Yui Lam (17 de octubre de 2003) es una deportista hongkonesa que compite en natación adaptada. Ganó una medalla de plata en los Juegos Paralímpicos de París 2024, en la prueba de 100 m mariposa (clase S14).

## Palmarés internacional
| Juegos Paralímpicos | Juegos Paralímpicos | Juegos Paralímpicos | Juegos Paralímpicos |
| Año                 | Lugar               | Medalla             | Prueba              |
| ------------------- | ------------------- | ------------------- | ------------------- |
| 2024                | París (Francia)     | Medalla de plata    | 100 m mariposa S14  |